# Ray White
Ray White (...) è un cantante e chitarrista statunitense, noto soprattutto per le sue partecipazioni a concerti ed incisioni di Frank Zappa.
Entrato a far parte dell'organico di Zappa nell'autunno del 1976, formò un buon sodalizio vocale con Ike Willis, restando nel gruppo fino ai tour del 1984.
White ha partecipato ai seguenti album di Zappa: Zappa in New York, Tinsel Town Rebellion, You Are What You Is, Ship Arriving Too Late to Save a Drowning Witch e The Man from Utopia.